# Enthylacus trivinctus
Enthylacus trivinctus är en kräftdjursart som beskrevs av Pérez 1920. Enthylacus trivinctus ingår i släktet Enthylacus och familjen Cryptoniscidae.
Artens utbredningsområde är Indiska oceanen. Inga underarter finns listade i Catalogue of Life.